# فرودگاه شهری شاوانو
فرودگاه شهری شاوانو (به انگلیسی: Shawano Municipal Airport) یک فرودگاه همگانی بهره‌برداری هوایی است که یک باند فرود آسفالت دارد و طول باند آن ۱۱۸۹ متر است. این فرودگاه در کشور ایالات متحده آمریکا قرار دارد و در ارتفاع ۲۴۸ متری از سطح دریا واقع شده است.